# Swansea
Swansea (/ˈswɒnzi/, en galés: Abertawe [abɛrˈtauɛ]) es una localidad galesa, en el Reino Unido, siendo además una autoridad unitaria. Está situada en el sur del país, en la bahía de Swansea, y cuenta con 239 000 habitantes. Fue un importante centro industrial y portuario durante los siglos XIX y XX.

## Geografía
Swansea tiene un clima templado, típico del oeste de Gran Bretaña, con un clima más suave en las zonas montañosas y en los valles interiores debido a su ubicación en la costa. Sin embargo, Swansea está muy expuesta a los vientos provenientes del Atlántico, que hacen que sea la ciudad más húmeda del Reino Unido.
La península de Gower está en el oeste del condado de Swansea, tiene muchas playas y fue la primera en recibir en 1956 el reconocimiento Area of Outstanding Natural Beauty (Zona de sobresaliente belleza natural) por parte del Countryside Agency (agencia del gobierno británico). Three Cliffs Bay (bahía de los tres acantilados), es una playa ubicada al sur de la península de Gower denominada como una de las 10 mejores playas en Europa. La costa de Gales fue elegida por Lonely Planet como la mejor región del mundo para visitar en 2012 antes que la ruta Maya (Centroamérica) y la isla de Borneo (Indonesia).

## División administrativa
- Craig-cefn-parc
- Crofty
- Glais
- Gorseinon
- Gowerton
- Grovesend
- Llanrhidian
- Loughor
- Murton (Bishopston)
- Penclawdd (Pen-clawdd)
- Pontarddulais
- Pontlliw
- Southgate
- Three Crosses
- Tircoed
- Upper Killay

## Demografía
Durante los años 1980 y 1990 su población estuvo disminuyendo. Actualmente la población de Swansea se encuentra en crecimiento. Las autoridades locales estiman una población total en el 2010, de 232.500 habitantes, comparados con los 223.293 registrados en el año 2001. Es la vigésimo quinta ciudad del Reino Unido atendiendo a su tamaño y su área metropolitana es la vigésima cuarta más grande del país.
Según el censo de 2001, la división étnica fue la siguiente: 97.8% de raza blanca, un 2% de raza mixta, 1.2% surasiáticos, 0.3% negros y un 0.3% de otras razas.

## Educación
La Universidad de Swansea, con alrededor de 18.000 estudiantes, tiene su campus en Singleton Park y hay planes para construir un segundo campus en el este de la ciudad cerca de Port Talbot. En este nuevo campus se instalará buena parte de las facultades de ciencias, informática, matemáticas, ingeniería,  economía y empresa. Con espacio para 5.000 estudiantes más y laboratorios para hacer investigaciones con empresas asociadas como Rolls Royce y BP. El departamento de Ingeniería es conocido por ser un centro pionero en el uso de técnicas informáticas para resolver problemas de diseño en la construcción. En 2005, la universidad de Swansea fue galardonada como 'mejor experiencia universitaria en el Reino Unido' por el diario The Times.
Otros centros de enseñanza en la ciudad son el Swansea Metropolitan University con alrededor de 6000 estudiantes y tres campus situados en el centro de la ciudad; el Swansea Business School; y el Gower College Swansea. Este último, situado a las afueras de Swansea, es un colegio de educación superior con 15.500 estudiantes, repartidos en seis campus. Fue fundado en 1825 bajo el nombre de Swansea College.
En el condado de Swansea hay 77 escuelas de educación primaria (10 enseñan en idioma galés) y 15 escuelas secundarias (2 enseñan en idioma galés). Las dos escuelas secundarias galesas son: Ysgol Gyfun Gymraeg Gŵyr and Ysgol Gyfun Gymraeg Bryn Tawe. Aparte Swansea aloja The Bible College of Wales.
Mayor colegio de educación primaria en Swansea: Olchfa School.
Escuela más antigua de Swansea: Bishop Gore School.
Colegio privado más famoso: Ffynone House.

## Clima
| Parámetros climáticos promedio de Swansea | Parámetros climáticos promedio de Swansea | Parámetros climáticos promedio de Swansea | Parámetros climáticos promedio de Swansea | Parámetros climáticos promedio de Swansea | Parámetros climáticos promedio de Swansea | Parámetros climáticos promedio de Swansea | Parámetros climáticos promedio de Swansea | Parámetros climáticos promedio de Swansea | Parámetros climáticos promedio de Swansea | Parámetros climáticos promedio de Swansea | Parámetros climáticos promedio de Swansea | Parámetros climáticos promedio de Swansea | Parámetros climáticos promedio de Swansea |
| Mes                                       | Ene.                                      | Feb.                                      | Mar.                                      | Abr.                                      | May.                                      | Jun.                                      | Jul.                                      | Ago.                                      | Sep.                                      | Oct.                                      | Nov.                                      | Dic.                                      | Anual                                     |
| ----------------------------------------- | ----------------------------------------- | ----------------------------------------- | ----------------------------------------- | ----------------------------------------- | ----------------------------------------- | ----------------------------------------- | ----------------------------------------- | ----------------------------------------- | ----------------------------------------- | ----------------------------------------- | ----------------------------------------- | ----------------------------------------- | ----------------------------------------- |
| Temp. máx. media (°C)                     | 6                                         | 6                                         | 9                                         | 11                                        | 15                                        | 17                                        | 19                                        | 18                                        | 16                                        | 13                                        | 9                                         | 8                                         | 12.3                                      |
| Temp. mín. media (°C)                     | 4                                         | 4                                         | 7                                         | 8                                         | 12                                        | 14                                        | 16                                        | 16                                        | 13                                        | 11                                        | 8                                         | 6                                         | 9.9                                       |
| Lluvias (mm)                              | 71                                        | 52                                        | 45                                        | 49                                        | 36                                        | 42                                        | 41                                        | 50                                        | 55                                        | 81                                        | 71                                        | 71                                        | 664                                       |
| Fuente n.º 1: The Weather Channel         |                                           |                                           |                                           |                                           |                                           |                                           |                                           |                                           |                                           |                                           |                                           |                                           |                                           |
| Fuente n.º 2: MSN Weather                 |                                           |                                           |                                           |                                           |                                           |                                           |                                           |                                           |                                           |                                           |                                           |                                           |                                           |

## Deportes
El club de fútbol local, Swansea City, juega en la segunda división del fútbol inglés (la EFL Championship) y disputa sus partidos de local en el Liberty Stadium, ubicado en el norte de la ciudad. Tiene capacidad de 20.520 espectadores. Antes de jugar en este estadio, desde 1912 hasta 2005, jugaba en el Vetch Field, situado en el centro de la ciudad. El principal rival de Swansea City es el Cardiff City. Cuando los dos equipos se enfrentan, tiene lugar el derbi del sur de Gales. Es uno de los derbis más feroces del fútbol británico.
A su vez, la ciudad tiene un equipo de rugby llamado Ospreys Rugby y comparte el estadio con Swansea City. Ganó la Celtic League en 2007 y 2010.
Al lado de la Universidad de Swansea, está la piscina nacional de Gales, donde entrenan diversos nadadores que representan a Gales y Gran Bretaña. Por ejemplo: Eleanor Simmonds quien ganó dos medallas (una de oro y una de plata) en los Juegos Paralímpicos de Pekín en 2008.
El Liberty Stadium también ha sido anfitrión de partidos internacionales de fútbol del equipo nacional de Gales.
| Fecha                   | Tipo de partido                | Equipo en casa | Resultado | Contra         |
| ----------------------- | ------------------------------ | -------------- | --------- | -------------- |
| 15 de agosto de 2006    | Amistoso                       | Gales          | 0 – 0     | Bulgaria       |
| 20 de agosto de 2008    | Amistoso                       | Gales          | 1 – 2     | Georgia        |
| 3 de marzo de 2010      | Amistoso                       | Gales          | 0 – 1     | Suecia         |
| 7 de octubre de 2011    | Clasificación a UEFA Euro 2012 | Gales          | 2 – 0     | Suiza          |
| 12 de noviembre de 2020 | Amistoso                       | Gales          | 0 – 0     | Estados Unidos |

## Cultura

### El idioma galés
El 22.5% de la población de Swansea habla galés. El número de personas que hablan galés está creciendo debido a varias iniciativas financiadas por la Asamblea de Gales. La demanda de plazas en escuelas de galés es cada vez mayor y recientemente el consejo de Swansea proponía cerrar una escuela de inglés para que pueda ofrecer más plazas en galés.

### Comida típica
Laverbread (Galés: Bara Lafwr o Bara Lawr) es una delicia tradicional de Swansea hecha de algas. Para hacer pan de algas, las algas se hierven durante varias horas para luego picarlas o dejarlas en puré. La pasta gelatinosa conseguida se enrolla en harina de avena.
Otra delicia local es el cordero de la marisma, de las ovejas que se crían en las marismas del estuario de Loughor situado a pocos kilómetros de Swansea.
Además están las Welsh cakes (tortas galesas), cockles (son berberechos que se capturan en las playas locales), y los faggot (hechos de carne y especias). 
La bahía de Oystermouth, se llama así porque ahí se cosechan las ostras de Oystermouth, las cuales son muy famosas y se han cosechado desde la época de los romanos.
Toda esta comida se puede comprar en el mercado central de Swansea, que tiene más de ochocientos años y es el mayor de Gales.

## Patrimonio

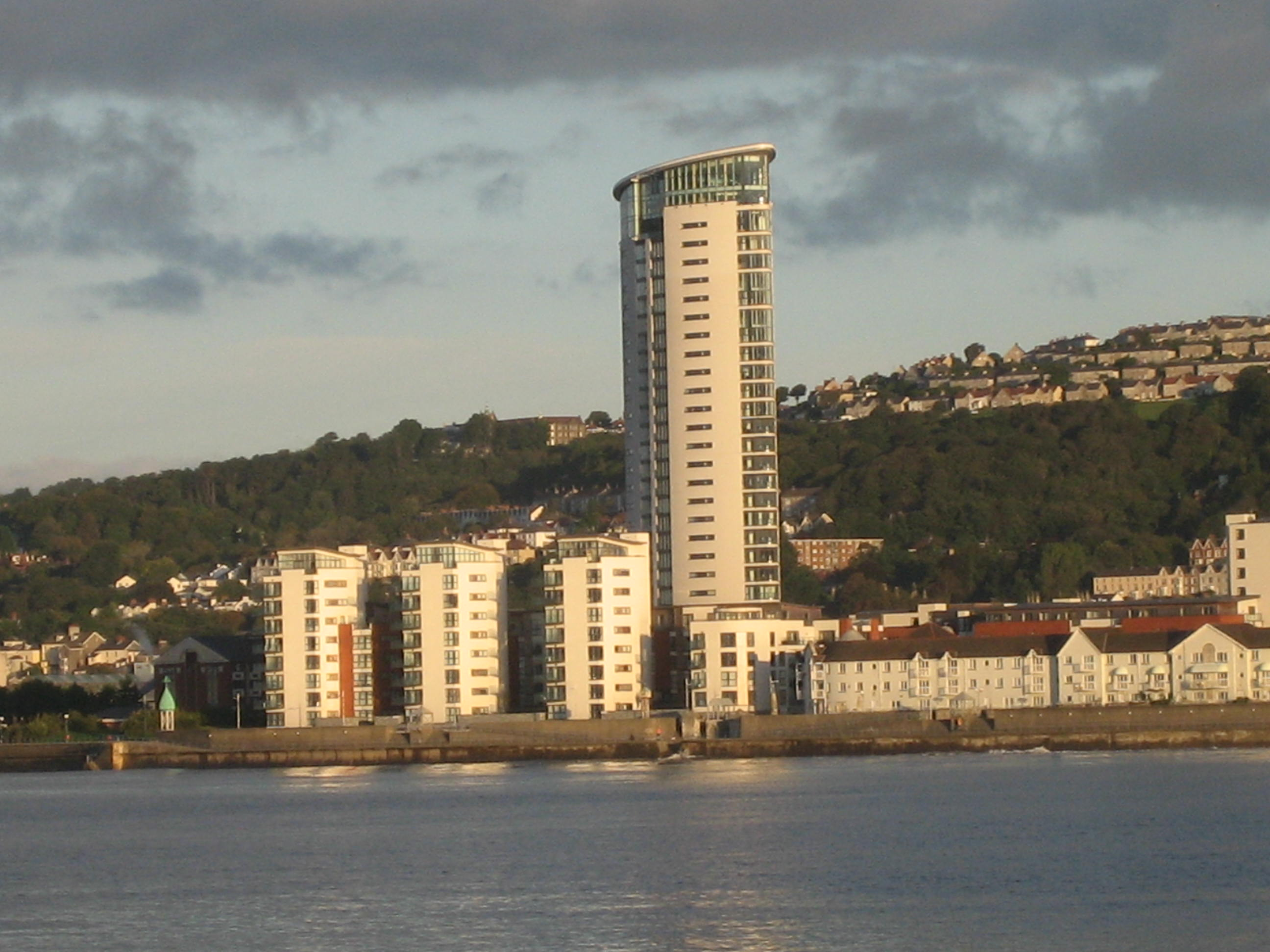
Meridian Quay, la torre más alta de Gales

El castillo de Swansea fue construido entre el fin del siglo XIII y al principio del siglo XIV. El castillo se usó desde el año 1116 para protegerse de los normandos. En la ciudad y en el condado de Swansea hay numerosos castillos, como Oxwich y Oystermouth, que están en mejores condiciones que el castillo de Swansea y están abiertos para el público.
Swansea ha experimentado grandes cambios en los últimos diez años, se creó una nueva área en la ciudad; SA1 un área mixta que combina nuevas áreas comerciales y residenciales. SA1 tiene el edificio más alto de Gales (Meridian Quay, que mide 107 metros). El piso 29 de la torre es un restaurante con vistas a la bahía y ciudad de Swansea.
El centro de la ciudad tiene más de 300 tiendas. El centro de comercios principal, el Quadrant, que cuenta con 40 tiendas.
En el norte de la ciudad está lo que queda de la primera industria integrada del mundo. Durante el siglo XVIII y XIX esta área contenía las fábricas más grandes de la producción del cobre. Debido al tamaño de estas y a la influencia de Swansea por el mundo se la conocía como 'Copperopolis'. En 1870, en el alto de su poder, importaba hasta 70,000 toneladas/ 63 millones de kilogramos de cobre, carbón y sulfúro desde varios países como Chile, Sudáfrica y Australia y exportaba el producto final a países como India. Ahora hay 57 edificios que quedan y todos son protegidos por el gobierno. Hay planes para restaurar los edificios y desarrollar el sitio como una atracción turística.

## Transporte

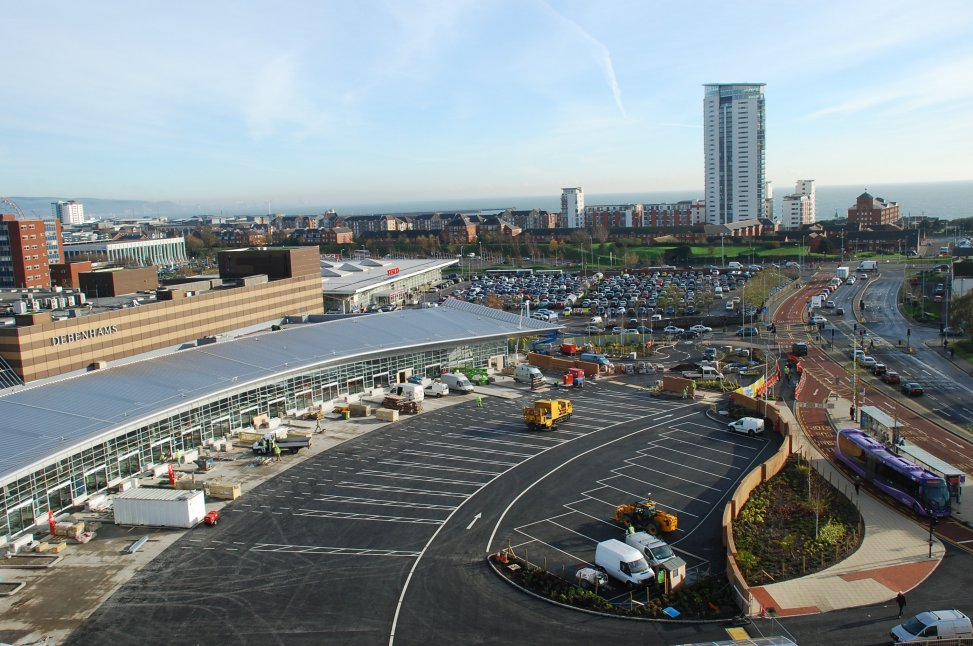
La nueva Estación de autobuses

Swansea está conectada al exterior por tierra y mar. Sus infraestructuras cuentan con autopistas, trenes, autobuses y servicios marítimos.

### Ferroviario
La principal estación de trenes de la ciudad es la Swansea High Street, situada en la calle principal de Swansea, al norte del centro de la ciudad. Es la cuarta estación más grande de Gales. Es gestionada por Arriva Trains Wales. Conecta la ciudad con los puntos más importantes de las islas británicas. Las rutas de larga distancia operan mediante la compañía First Great Western, que conecta el este, oeste y el suroeste de Inglaterra con el oeste de Gales. Hay otras nuevas estaciones suburbanas en el área metropolitana de Swansea.

### Carreteras
La autopista más importante es la M4, que conecta la ciudad con Londres, Reading, Swindon, Bath, Bristol y Cardiff. La M5 conecta con Birmingham, y se puede acceder a ella mediante la M4 a la altura de Bristol. También la A465, que empieza en Swansea y pasa por otros pueblos importantes en Gales e Inglaterra como Neath, Merthyr Tydfil y Hereford donde termina.

### Servicios marítimos
Swansea tiene un servicio diario a Cork, Irlanda. El barco tiene espacio para 1,860 pasajeros, 440 coches y 30 camiones.
En la primavera de 2012 se puso en marcha un nuevo servicio a Ilfracombe, una ciudad en el oeste de Inglaterra. Es un servicio rápido que dura alrededor de 30 minutos, pero solo lleva pasajeros.

## Celebridades
- John Toshack, exfutbolista y entrenador.
- Pete Ham, Musico
- Michu, exfutbolista y director deportivo del Burgos CF.
- Catherine Zeta-Jones, actriz.
- Nicky Wire, miembro de la banda Manic Street Preachers.
- Dylan Thomas, poeta, escritor de cuentos y dramaturgo.
- Carwyn Jones, tercer y actual ministro principal de Gales.
- Martin Amis, novelista.
- Karl Jenkins, compositor y músico.
- Tom Evans, cantante y compositor de la banda Badfinger.
- Russell T Davies, guionista y productor televisivo.
- Terry Williams, baterista y exmiembro de Dire Straits.

## Ciudades hermanadas
- Bydgoszcz - Polonia
- Cork - Irlanda
- Mannheim - Alemania
- Pau - Francia
- Sinop - Turquía